# Plataforma de Apoyo a Zapatero

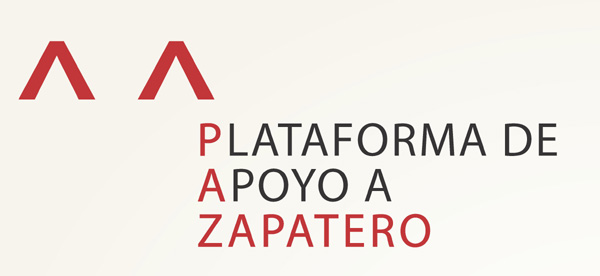
Emblema de la plataforma.

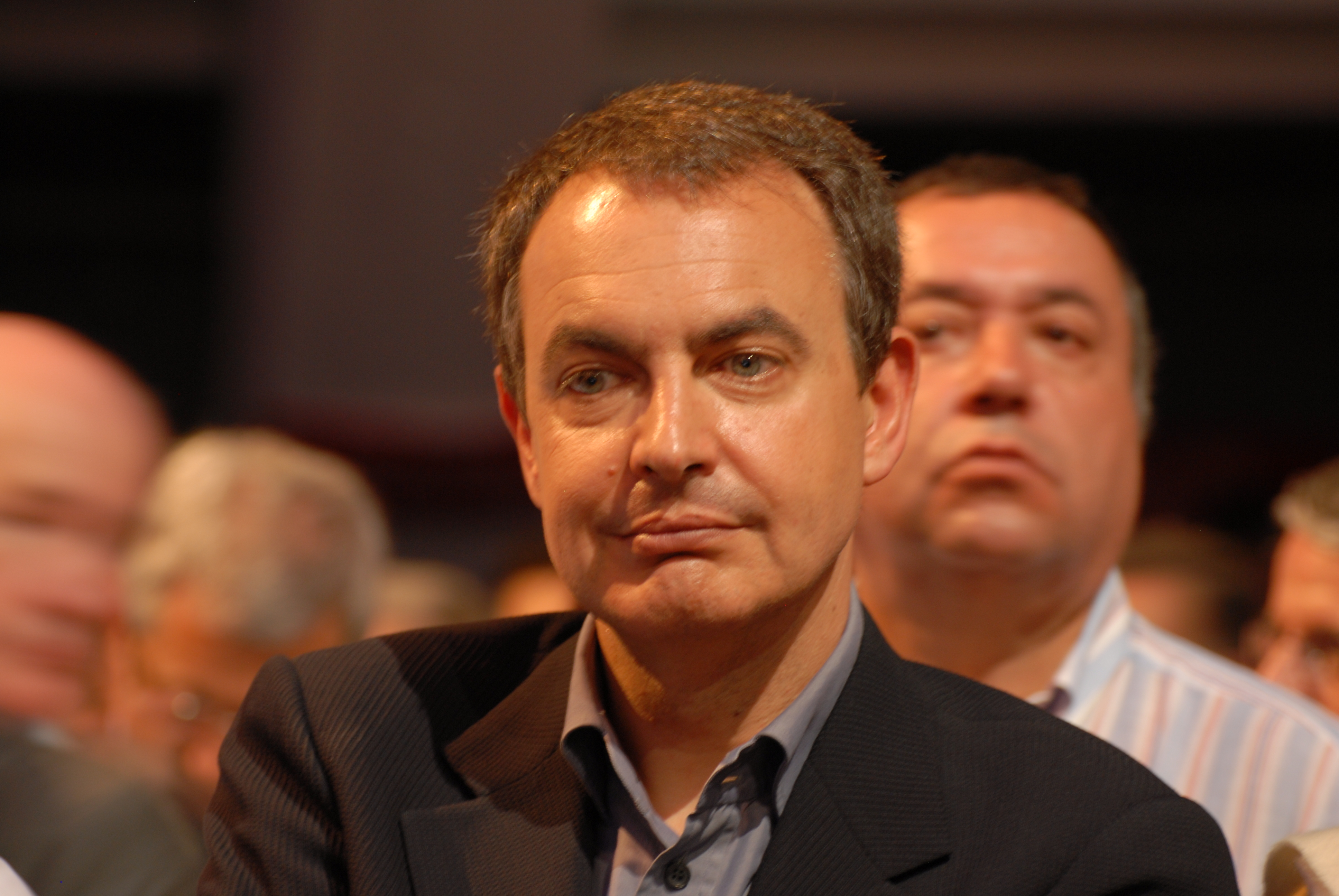
Zapatero en Toulouse, en 2007.

La Plataforma de Apoyo a Zapatero (siglas: PAZ) fue una organización creada por diversos artistas españoles durante las elecciones generales de 2008 como un instrumento para apoyar la reelección del candidato socialista José Luis Rodríguez Zapatero, y ensalzar su labor al frente del gobierno durante la octava legislatura.

## Historia

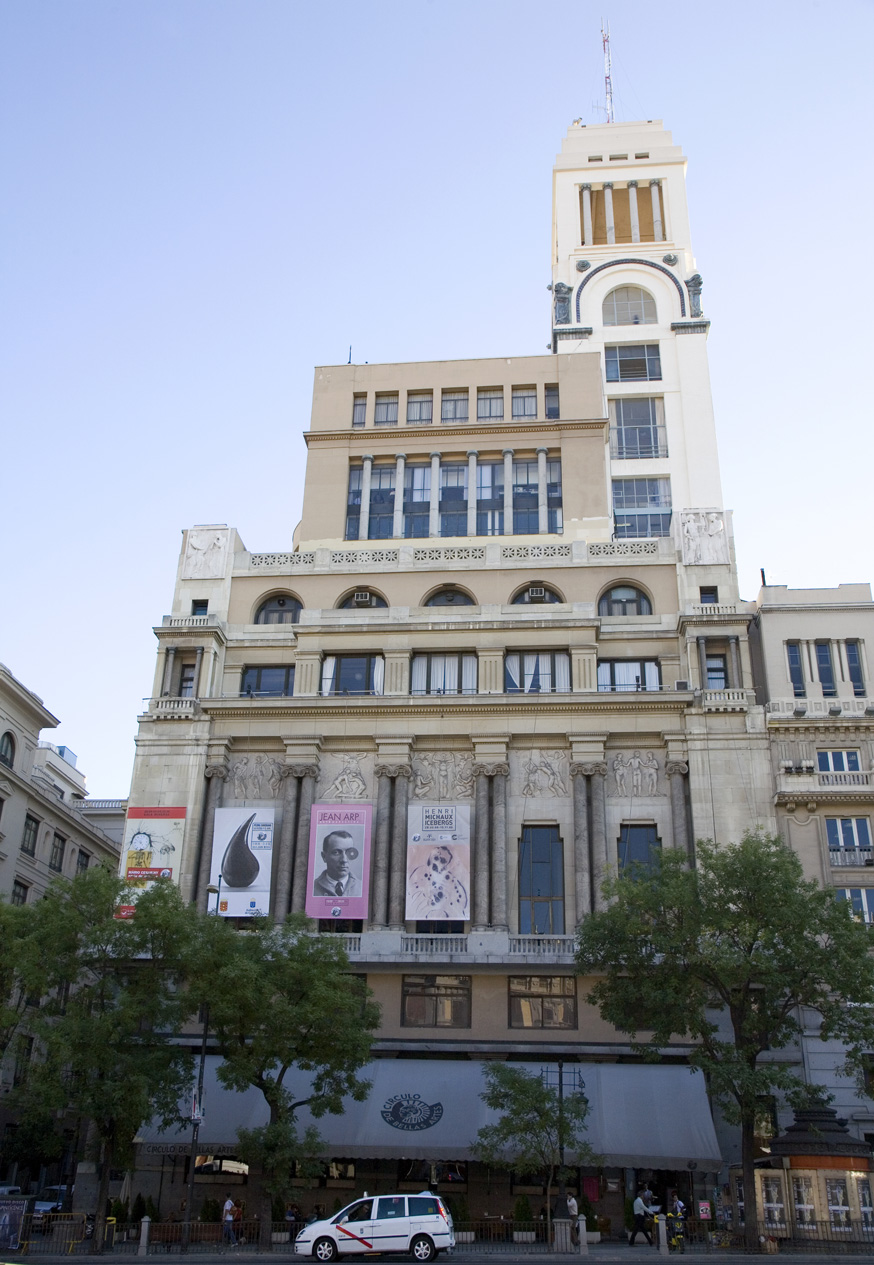
Círculo de Bellas Artes, epicentro de la actividad de PAZ.

PAZ fue presentada en el Círculo de Bellas Artes el 9 de febrero de 2008. A la celebración del acto acudieron algunos de los miembros más destacados de la plataforma como Miguel Bosé, Boris Izaguirre o Jesús Vázquez. Durante el evento se presentó la canción Defender la alegría, basada en un poema de Mario Benedetti, así como un manifiesto en el que se exponían los objetivos de la organización. El Círculo de Bellas Artes sería desde entonces el cuartel general de la asociación, pues todos sus vídeos y manifiestos fueron distribuidos con actos desde ese lugar.
Durante las dos semanas de campaña electoral la organización realizó diversos actos en paralelo a la campaña del PSOE, algunos relacionados con las Juventudes Socialistas. El 5 de marzo, en la segunda y última semana de campaña, tuvo lugar otro gran acto —nuevamente en el Círculo de Bellas Artes—, en el cual se presentaron dos nuevos vídeos: el primero resumía las acciones de PAZ durante la campaña, y el segundo presentaba a nuevos intelectuales y deportistas adheridos a la iniciativa.
Las reacciones por parte del principal rival de Zapatero en los comicios, Mariano Rajoy, y otros miembros de su partido, el Partido Popular, no se hicieron esperar. El descontento se puso de manifiesto de una manera clara cuando incluso Rajoy calificó a los miembros de la plataforma de "untados", afirmando explícitamente que el apoyo a Zapatero respondía a un interés por seguir cobrando el canon digital. Por otro lado, Manuel Pizarro, número 2 del Partido Popular por Madrid, acusó a Zapatero de "pagar favores políticos con dinero público", en referencia a la Plataforma y al canon digital.
La noche del 9 de marzo, tras la celebración de los comicios, y tras la victoria virtual de Zapatero, parte de los artistas, entre ellos Fran Perea o María Barranco, participaron en los festejos socialistas de la calle Ferraz tras haber seguido en la sede del PSOE el proceso de recuento de votos. Tras ello, la asociación dio su labor por concluida y se disolvió.

## Objetivos

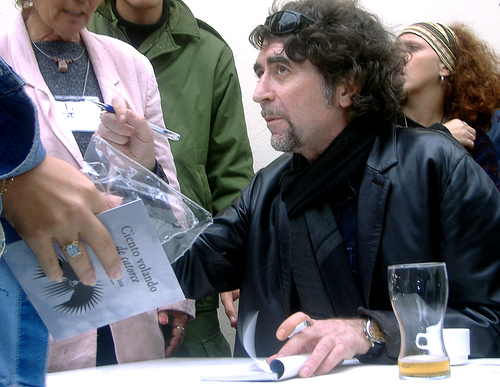
Joaquín Sabina, miembro de PAZ, en 2006.

El 9 de febrero, durante el acto de presentación de la Plataforma de Apoyo a Zapatero, se pusieron de manifiesto los objetivos de la misma. En sentido lato, la principal línea de trabajo sería apoyar la candidatura de José Luis Rodríguez Zapatero, a través de dos caminos. Por un lado, ensalzando las acciones llevadas a cabo por el gobierno durante la VIII legislatura de España, como los aspectos referidos a igualdad entre hombres y mujeres o por la legalización de la unión en matrimonio entre personas del mismo sexo. 
Sin embargo, la otra línea de acción estuvo dirigida en denunciar lo que, a juicio de la plataforma, planteaba el Partido Popular con su labor en la oposición. Siempre en palabras de PAZ, tanto el partido ya citado como la Conferencia Episcopal dedicaron los cuatro años de legislatura a realizar una oposición nada constructiva. En la presentación de la Plataforma se insultó al PP al calificar a dicho partido de «turba mentirosa y humillante» y al afirmar que «piensan desde su imbecilidad que todos somos más imbéciles que ellos». Sobre los obispos se afirmó que «su teocracia es igualmente humillante y estúpida». Aunque el presentador Jesús Vázquez afirmó que la Plataforma nunca había insultado a los votantes del PP.

## Miembros
La plataforma arrancó con un manifiesto de más de 2000 firmas, a las que luego se unieron más a través de la página web oficial de la plataforma. Aunque no se dio una cifra final, el mismo día de la presentación la página web del PSOE hablaba ya de 11 000 firmas.
Entre los artistas y personas del mundo de la cultura que participaron en dicha plataforma destacan Miguel Bosé, Joan Manuel Serrat, Joaquín Sabina, Soledad Giménez, Víctor Manuel, Ana Belén, los actores Fran Perea, María Barranco e Imanol Arias[cita requerida] (si bien este último lo niega: «A mí me siguen diciendo que soy de los de la ceja (por Zapatero) cuando no hay ninguna imagen mía con la ceja. Nunca estuve con la ceja», aunque sí apoyó públicamente a Felipe González en 1996), el presentador de televisión Jesús Vázquez, Boris Izaguirre, Cristina del Valle, Núria Espert, Alberto San Juan, Guillermo Toledo, Nathalie Poza, Ernesto Alterio, Verónica Sánchez, Miguel Ríos, Concha Velasco y Pedro Almodóvar, entre otros. También formaban parte de la plataforma un gran número de catedráticos y rectores de universidades, como Ángel Gabilondo (UAM) o Carlos Berzosa (UCM), menos reconocibles para el público en general.
Más tarde, en un segundo vídeo al que ya se ha hecho alusión, se incluyeron personalidades de otros ámbitos a nivel nacional e internacional, como el director de orquesta Daniel Barenboim, los escritores Carlos Fuentes y José Saramago, o el gimnasta Gervasio Deferr, campeón olímpico.
Listado de famosos más o menos oficial que apoyaron esta plataforma: José Luis Cuerda, Carmen Vela, Pedro Almodóvar, Miquel Barceló, Alvaro de Luna, Juan Goytisolo, Judit Mascó, Jesús Vázquez, Cayetana Guillén Cuervo, Marisa Paredes, Boris Izaguirre, María Barranco, Luis Montes, Andrés Vicente Gómez, Manuel Gómez Pereira, Agustín Díaz Yanes, Vicente Aranda, Juan Echanove, Concha Velasco, Rafael Azcona, Caballero Bonald, Juan José Millás, Antonio Gamoneda, Sami Nair, Fermín Cacho, Gervasio Deferr, Juan de Dios Román, Alberto San Juan, Guillermo Toledo, Nathalie Poza, Ernesto Alterio, Verónica Sánchez, Fran Perea, Federico Mayor Zaragoza, Anna Veiga, Miguel Delibes de Castro, Gregorio Peces Barba, Angel Gabilondo, Virgilio Zapatero, Carlos Berzosa, Carlos Fuentes, José Saramago, Daniel Barenboim, Miguel Bosé, Joan Manuel Serrat, Joaquín Sabina, Soledad Giménez, Víctor Manuel, Ana Belén, Imanol Arias, Cristina del Valle, Núria Espert, Miguel Ríos, Joseph Stiglitz, Bernardo Bertolucci, Pilar Bardem, José Sacristán, etcétera

### Controversia con Pedro Duque
En un primer momento, el nombre del astronauta Pedro Duque figuraba entre los adheridos a la plataforma, e incluso fue citado por el candidato socialista en el Primer debate Rajoy-Zapatero. Sin embargo, Duque quiso desmarcarse de la iniciativa, y su entorno se puso en contacto con PSOE, PP y medios de comunicación para dejar clara la postura "apolítica" del astronauta.

## Símbolos

### Dedo-ceja

Símbolo de la Plataforma de Apoyo a Zapatero.

El primer instrumento que utilizó la Plataforma de Apoyo a Zapatero, como medio para llegar al público, fue un símbolo que representaba las cejas de Zapatero. La manera de realizarlo consistía en arquear el dedo índice y ponerlo a la altura de la ceja. La iniciativa gozó de buena acogida, e incluso se habilitó un grupo dentro del portal Flickr para que los que lo deseasen publicasen su gesto en dicha actitud.
De cara a Internet, el carácter adoptado para representar las cejas fue el siguiente: ^^. De hecho, se acompañaba del lema «Estoy con Zapatero», que rápidamente fue adoptado por varios bloggers.

### Defender la alegría

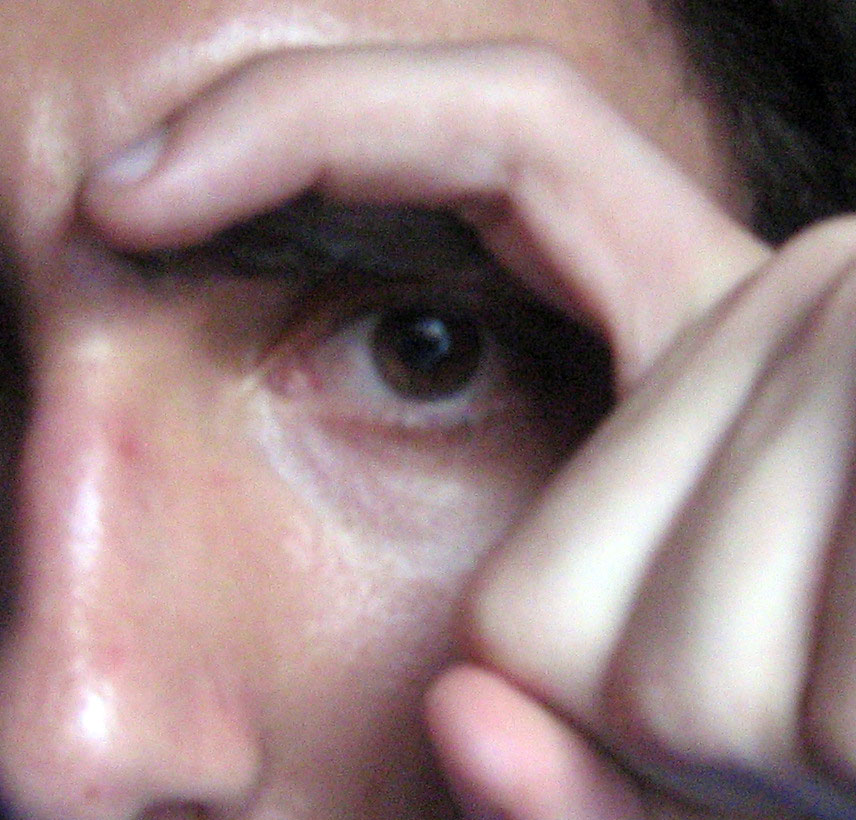
Signo utilizado en lengua de signos española para identificar a José Luis Rodríguez Zapatero

Por otro lado, la iniciativa fue acompañada con la canción Defender la alegría. La canción está basada en un poema de Mario Benedetti cuyo texto fue musicado por Joan Manuel Serrat, y fue elegida como símbolo del PSOE durante toda la campaña. Toda la canción hace alusiones a la idea de defender la alegría de elementos como el caos, la melancolía o el rayo, aspectos que se deducirían de una hipotética llegada del Partido Popular al gobierno. En el videoclip de la misma participan no sólo los cantantes que prestan su voz (entre los que se encuentran Fran Perea, Ana Belén o Joan Manuel Serrat), sino algunas actrices como Concha Velasco.
Sea como fuere, desde el primer momento esta iniciativa se comparó con el lema Yes, we can! utilizado por el estadounidense Barack Obama en su campaña por ganar las elecciones primarias del Partido Demócrata de los Estados Unidos.

### Otros vídeos
La Plataforma de Apoyo a Zapatero contó, además del vídeo de la canción, con otros tres más. El primero de ellos fue presentado el mismo día que la plataforma, y sirvió para dar a conocer el ya mencionado gesto con el que se imitan las cejas de Zapatero. En el vídeo se explica que el gesto viene dado porque así es como se dice "Zapatero" —en referencia al presidente, no a la profesión— en la lengua de señas utilizada por las personas sordas.
El tercer y cuarto vídeo fueron presentados conjuntamente en un acto en el Círculo de Bellas Artes al que ya se ha hecho mención. El tercero es una suerte de resumen de la actividad de la plataforma que conjuga imágenes de la misma con recortes de periódico en los que se recogen las principales acciones del gobierno del PSOE durante la VIII legislatura de España. El cuarto y último intentaba dar un último empujón a la candidatura socialista, pues incluía a nuevas caras como Joseph Stiglitz, Premio Nobel de Economía o Bernardo Bertolucci, director de cine.

## Apoyo presente
Muchos de los que apoyaron esta plataforma posteriormente se desmarcaron desencantados con los Gobiernos de Jose Luís Rodríguez Zapatero y Pedro Sánchez.  

### Páginas web
- Plataforma de Apoyo a Zapatero - Web oficial Offline tras las elecciones
- Flickr de la Plataforma de Apoyo a Zapatero
- La Plataforma de Apoyo a Zapatero supera las 11.000 firmas de adhesión

### Vídeos
- Vídeo #1: "^Estamos con Zapatero^" (Youtube)
- Vídeo #2: "Defender la Alegría" (Youtube)
- Vídeo #3: "Acto PAZ" (Youtube)
- Vídeo #4: "Más artistas con Zapatero" (Youtube)

- Datos: Q6078026